# 早徳病院
早徳病院（はやとくびょういん）は、岐阜県岐阜市宇佐南にある病院である。医療法人社団双樹会が運営する。
人工透析の治療を岐阜県の私立病院としては最初に行うなど、透析医療を多く手掛けている。

## 概要
総病床数は100床であり、一般病床は40床、療養病床は60床である。
人工透析用の透析ベッドを55床有する。

## 沿革
- 1970年（昭和45年） - 早徳外科として開院。
- 1972年（昭和47年） - 病床を50床に増床。早徳病院となる。
- 2005年（平成17年） - 現在地に新築移転。病床を100床に増床。

## 診察科
- 外科
- 整形外科
- 心臓血管外科
- 内科
- 消化器科
- 乳腺外科

## 交通アクセス

### 公共交通機関
- 岐阜バス「宇佐」バス停下車、徒歩約1分
  - 東海道本線・高山本線岐阜駅（JR岐阜駅バスターミナル）名鉄名古屋本線・各務原線名鉄岐阜駅（名鉄岐阜のりば）より加納島線【E31】県庁行き、【E32】OKBふれあい会館行き。尾崎団地線【W32】OKBふれあい会館行き。岐北線【W32】OKBふれあい会館行き。
- すまいるバス「早徳病院東」バス停下車、徒歩約1分